# 大衛·康納爾斯基
大衛·康納爾斯基（波蘭語：Dawid Konarski；1989年8月31日—）是一位波蘭排球運動員。他效力於波蘭排球聯賽球隊ZAKSA。他也代表波蘭國家排球隊參賽，參加了2014年世界排球錦標賽。